# گربه‌ماهی ریزچشم
گربه‌ماهی ریزچشم (نام علمی: Hemibagrus microphthalmus) نام یک گونه از سرده کیسه‌ماهی‌های خاوردور است.